# Libéria az olimpiai játékokon
Libéria 1956-ban vett részt első alkalommal az olimpiai játékokon, és azóta minden nyári sportünnepen képviseltette magát, kivéve 1968-ban, 1976-ban (amikor csatlakozott a többi afrikai ország közös bojkottjához) és 1992-ben. Libéria még nem szerepelt a téli olimpiai játékokon.
Libéria egyetlen olimpikonja sem szerzett még érmet.
A Libériai Nemzeti Olimpiai Bizottság 1954-ben alakult meg, a NOB 1955-ben vette fel tagjai közé.